# Църно езеро
Църното езеро (на македонска литературна норма: Црно Езеро) е ледниково езеро в планината Шар, Република Македония, второто по големина след Боговинското езеро.
Разположено е на надморска височина 2122 m в циркус, намиращ се южно от връх Бориславец. Отводнява се от рекичката Матени, приток на река Маздрача.
Площта му е 33,5 декара. Има дължина от 248 метра и ширина от 185 метра, дължината на брега е 825 m.  Дълбочината му е 2,20 m. Максималната температура на водата е 10 – 11 0С.
До езерото може да се стигне по пътека, която тръгва от село Гюргевище и продължава към масива Рудока.